# Ashleigh Gentle
Ashleigh Gentle (Brisbane, 25 februari 1991) is een Australisch triatleet.
In 2007 won Gentle een zilveren medaille op de junioren-wereldkampioenschappen in Hamburg en in Vancouver in 2008. In 2010 haalde ze een gouden medaille.
Op de Olympische Zomerspelen van Rio de Janeiro in 2016 behaalde ze een 26e plaats. Op de Wereldkampioenschappen triatlon 2017 behaalde ze de zilveren medaille.

## Resultaten in World Triathlon Series
Bestaande uit races over de Olympische en sprintafstand, voor 2012 Wereldkampioenschappen Series
| Seizoen                     | 1  | 2  | 3   | 4   | 5   | 6  | 7  | 8 | 9 | GF | Positie | Punten |
| --------------------------- | -- | -- | --- | --- | --- | -- | -- | - | - | -- | ------- | ------ |
| WK Series 2010              | -  | -  | -   | -   | -   | -  |    |   |   | -  | 130     | 31     |
| WK Series 2011              | -  | -  | -   | -   | 9   | 5  |    |   |   | -  | 24      | 1361   |
| World Triathlon Series 2012 | -  | 10 | 10  | -   | 10  | 7  | -  | 6 |   | 26 | 15      | 2405   |
| World Triathlon Series 2013 | -  | 9  | 4   | -   | 9   | 5  | -  |   |   | 9  | 7       | 2720   |
| World Triathlon Series 2014 | 20 | 25 | -   | -   | -   | 10 | -  |   |   | 18 | 34      | 1170   |
| World Triathlon Series 2015 | -  | 22 | 15  | -   | 2   | -  | 14 | - | 8 | 14 | 12      | 2455   |
| World Triathlon Series 2016 | 2  | 15 | -   | 2   | -   | -  | -  | - |   | 10 | 10      | 2825   |
| World Triathlon Series 2017 | -  | 2  | 6   | 8   | 2   | -  | 1  | 3 |   | 6  | Zilver  | 4320   |
| World Triathlon Series 2018 | 13 | -  | 4   | DNF | DNF | 2  | 13 |   |   | 1  | 6       | 3750   |
| World Triathlon Series 2019 | 10 | 26 | DNF | -   | 21  | -  | 3  |   |   | 22 | 20      | 1947   |

## Palmares
- 2007:  WK junioren, Hamburg
- 2008:  WK junioren, Vancouver
- 2010:  WK junioren, Boedapest
- 2011:  Wereldbekerwedstrijd Edmonton
- 2012:  Wereldbekerwedstrijd Tiszaujvaros
- 2013: 7e Wereldkampioenschappen triatlon (WTS)
- 2015:  WTS Yokohama
- 2016:  WTS Abu Dhabi
- 2016:  WTS Yokohama
- 2016: 10e Wereldkampioenschappen triatlon (WTS)
- 2017:  WTS Gold Coast
- 2017:  WTS Hamburg
- 2017:  WTS Montreal
- 2017:  WTS Stockholm
- 2017:  Wereldkampioenschappen triatlon (WTS)
- 2018:  WTS Edmonton
- 2018:  WTS Grande Finale Gold Coast
- 2018: 6e Wereldkampioenschappen triatlon (WTS)
- 2019:  Wereldbekerwedstrijd Mooloolaba
- 2019:  WTS Edmonton
- 2019:  Ironman 70.3 Xiamen